# Marsrover
Een Marsrover is een rover die bestemd is voor het oppervlak van de planeet Mars. Het doel is Mars onderzoeken. Vaak worden er Mars monsters geanalyseerd. Het is een verkenning voor wanneer mensen op Mars komen. 

## Missies

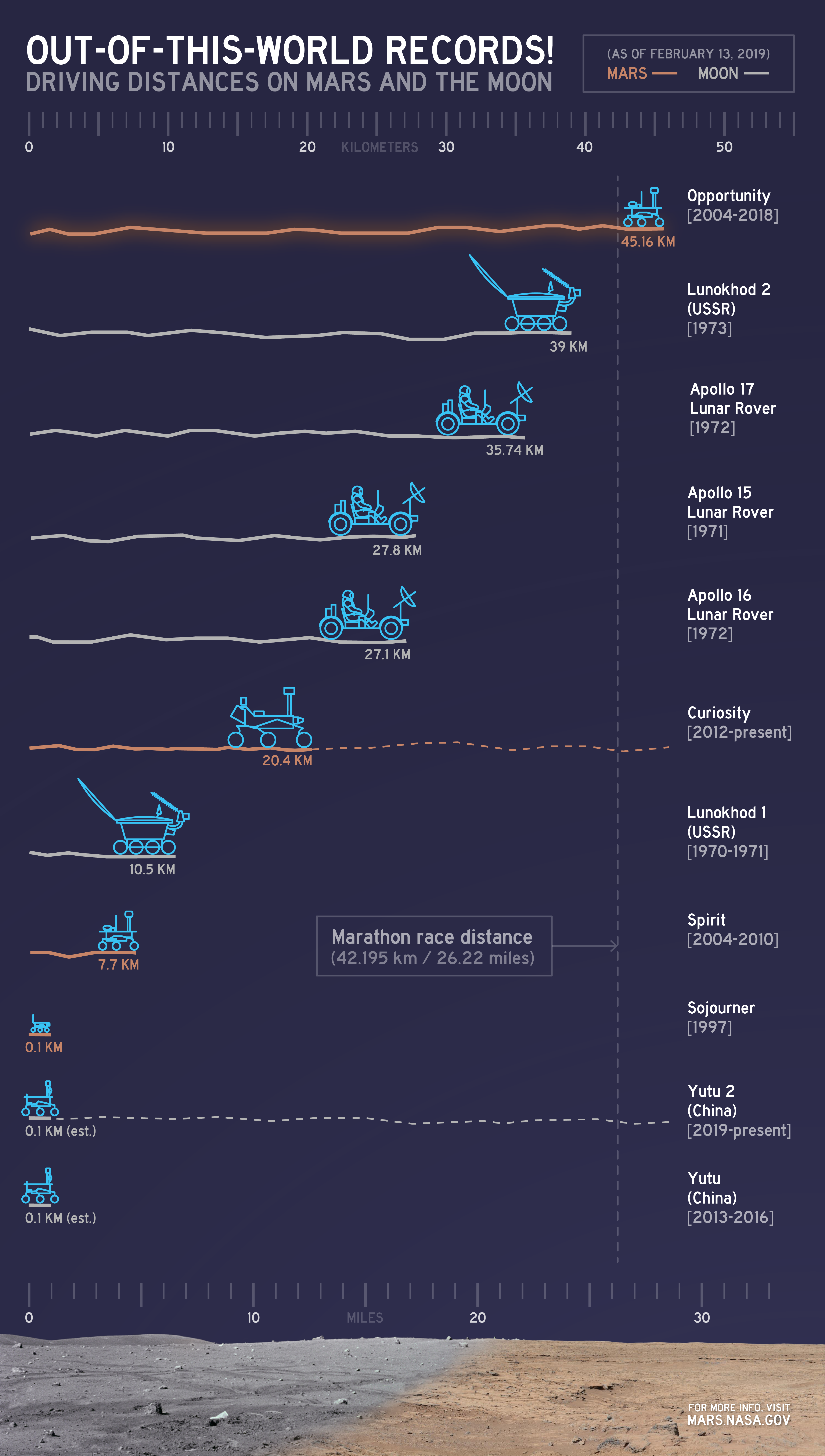
Vergelijking van de afgelegde afstanden van verschillende motorvoertuigen op het oppervlak van de Maan en Mars. Opportunity op Mars (2004-2018) houdt begin 2021 het voorlopige record van 45,2 kilometer.

Er zijn acht van deze onderzoeksvoertuigen naar Mars gestuurd:
- Mars 2
- Mars 3
- Sojourner, als onderdeel van Mars Pathfinder
- Spirit (MER-A)
- Opportunity (MER-B)
- Curiosity (MSL)
- Perseverance, als onderdeel van Mars 2020
- Zhurong, als onderdeel van Tianwen-1